# 丹麥廣播公司極端頻道
丹麥廣播公司極端頻道（丹麥語：DR Ultra）是丹麥廣播公司一條在2013年開播的電視頻道，主要播放各類適合7至12歲兒童觀眾收看的節目，其總部設於丹麥奧胡斯。這條頻道後來在2020年初取消地面電視廣播，並轉型為網上直播頻道和點播服務。